# حكة صفنية
حِكة صَفنية (بالإنجليزية: Pruritus scroti)‏ هيَ حكة في الصَفَن والتي غالباً ما تكون ثانوية لأحد الأمراض المُعدية الأُخرى.:55